# Papilio rex
Papilio rex is een vlinder uit de familie van de pages (Papilionidae). De wetenschappelijke naam van de soort is voor het eerst geldig gepubliceerd in 1866 door Charles Oberthür.

## Kenmerken
De spanwijdte bedraagt ongeveer 14 cm.

## Verspreiding en leefgebied
Deze vlindersoort komt voor in Nigeria, Kameroen, Soedan, Ethiopië, Congo-Brazzaville, Congo-Kinshasa, Oeganda en Kenia in hooglandbossen.